# ویلیام آرتور دی اولیویرا
ویلیام آرتور دی اولیویرا (به پرتغالی: William Artur de Oliveira) هافبک، مدافع اهل برزیل است که در شهر سائو برناردو دو کامپو و در تاریخ ۲۰ اکتبر ۱۹۸۲ به دنیا آمده‌است.
ویلیام آرتور دی اولیویرا در تیم‌های فوتبال Real Brasil سابقهٔ حضور دارد.